# البيادنة اسكيكيمة (أولاد سيدي مفتاح)
البيادنة اسكيكيمة هو دُوَّار يقع بجماعة سيدي عبد الله، إقليم الرحامنة، جهة مراكش آسفي في المملكة المغربية. ينتمي الدوّار لمشيخة أولاد سيدي مفتاح التي تضم 18 دوار. يقدر عدد سكانه بـ 692 نسمة حسب الإحصاء الرسمي للسكان والسكنى لسنة 2004.

## روابط خارجية
- البوابة الوطنية للجماعات الترابية
- المندوبية السامية للتخطيط